# Saramys Rodríguez
Saramys Rodríguez (Valledupar, Cesar, Colombia, 2 de marzo de 1993) es un futbolista Colombiano. Juega de mediocampista y actualmente juega en el Valledupar F.C. de la Categoría Primera B.

## Clubes
| Club             | País     | Año             | Part | Goles |
| ---------------- | -------- | --------------- | ---- | ----- |
| Valledupar F.C.  | Colombia | 2013 - 2016     | 101  | 1     |
| Patriotas Boyacá | Colombia | 2017            | 5    | 0     |
| Valledupar F.C.  | Colombia | 2017 - Presente | 79   | 7     |